# Pocoata
Pocoata è un comune (municipio in spagnolo) della Bolivia nella provincia di Chayanta (dipartimento di Potosí) con 23.696 abitanti (dato 2010).

## Cantoni
Il comune è suddiviso in 9 cantoni.
- Cantón Campaya
- Chayala
- Pocoata
- Quesem Phuco
- San Juan de Arrospata
- San Miguel de Kari
- Senajo
- Tacarani
- Tomuyo